# 16198 Búzios
16198 Búzios è un asteroide della fascia principale. Scoperto nel 2000, presenta un'orbita caratterizzata da un semiasse maggiore pari a 2,5713597 UA e da un'eccentricità di 0,1742374, inclinata di 12,47585° rispetto all'eclittica.